# Love is Noise
Love is Noise è un singolo del gruppo musicale britannico The Verve, pubblicato l'11 agosto 2008 come primo estratto dal quarto album in studio Forth.

## Descrizione
Il brano è stato reso disponibile per il download digitale il 3 agosto 2008. Il CD singolo contenente il brano è invece uscito l'11 agosto successivo. nel Regno Unito. La canzone è stata trasmessa in anteprima da BBC Radio 1 il 23 giugno 2008, mentre il videoclip ha debuttato sul MySpace del gruppo il 9 luglio. In realtà la canzone era stata proposta dai Verve durante i concerti già nel 2007 con il titolo Modern Times.

## Successo commerciale
Il singolo ha debuttato nella Official Singles Chart alla posizione numero 5, sostenuto soltanto dalle vendite del singolo digitale. Il singolo ha inoltre ottenuto una ottima accoglienza in tutta Europa. Love Is Noise è infatti riuscito ad entrare nella top ten in Irlanda, Malta, Svezia, Lituania ed Italia.

## Tracce
Release digitale
1. Love is Noise (album version) – 5:30
2. Chic Dub – 6:11
3. Let the Damage Begin (live 2007) – 4:09
4. A Man Called Sun (live 2007) – 5:19

Release digitale esclusiva per iTunes
1. Love is Noise (album version)
2. Love is Noise (Freelance Hellraiser remix) – 9:10

Vinile promozionale 7"
1. Love is Noise
2. Let the Damage Begin (live 2007)

Vinile 7"
1. A Man Called Sun (live 2007)

CD Single
1. Love is Noise
2. Chic Dub

## Classifiche
| Classifica(2008)            | Posizione più alta |
| --------------------------- | ------------------ |
| World-Charts Top 50 Singles | 13                 |
| Regno Unito                 | 4                  |
| Irlanda                     | 7                  |
| Italia                      | 8                  |
| Lituania                    | 2                  |
| Malta                       | 1                  |
| Nuova Zelanda               | 35                 |
| Austria                     | 29                 |
| Svezia                      | 10                 |
| Danimarca                   | 18                 |
| Svizzera                    | 26                 |
| Cile                        | 46                 |